# Antecedents prehistòrics del cinema
Encara que el cinematògraf no es va inventar fins al 1895, abans ja existien invents i tecnologies precinematogràfiques basades en imatges, fins i tot de llum amb moviment, que amb el pas del temps van acabar donant el cinema com el resultat de la necessitat de poder expressar idees i la realitat en imatges, utilitzant les tècniques possibles de la época; i que va cautivar tant a la gent que va transformar per sempre els espectacles visuals.
Aquesta necessitat d'expressió en imatges de l'ésser humà ha estat present fins i tot a la Prehistòria, on ja hi havia consciència de com poder manifestar el moviment amb la tecnologia que hi havia. Aquests antecedents prehistòrics del cinema havien caigut a l'oblit fins al segle xxi, on un grup d'investigadors i experts han començat ha hipotetitzar que diversos invents i tècniques d'aquest períodes ja utilitzaven la percepció del moviment i altres trucs òptics per poder narrar una història, entretenir a les persones, donar un significat religiós... Un dels grans descobridors i divulgadors de l'ús d'aquestes tecnologies antigues és el cineasta i doctor en Prehistòria francès Marc Azéma; i la investigació d'alguns antecedents ha ajudat a la creació de l'arqueo-òptica o òptica arqueològica, l'estudi de l'experiència i l'ús ritual de la llum per part dels pobles antics.

## Cambra obscura
Durant el Paleolític, les persones vivien en tendes fetes amb pells d'animals, situats davant la llum del dia, baix una coberta de pedra o a l'aire lliure; se sap molt sobre els llocs d'habitatge de l'època gràcies al registre arqueològic. Un exemple d'aquest coneixement sobre les tendes és la noció de que ja utilitzaven la tècnica de la cambra obscura en elles, que consistia en un forat a una de les parets per on entrava la llum i reflectia el que hi havia a l'exterior a una pell d'animal, com per exemple de conill. Hi ha la hipòtesi que feien servir aquesta tècnica per poder dibuixar animals que es trobaven davant el forat; com que les figures projectades quedaven distorsionades òpticament, les pintures rupestres es van caracteritzar per la representació deformada i poc realista dels dibuixos. Amb les reconstruccions de tendes per part del Musée du Malgré-Tout de la localitat belga de Treignes a partir de registres arqueològics francesos, ucraïnesos i alemanys, s'ha pogut comprovar la funcionalitat de la cambra obscura a l'habitatge paleolític.
També s'han descobert proves que demostren que l'ésser humà va continuar utilitzant la cambra fosca durant el Neolític. En aquesta època els humans erigien grans pedres o megàlits i construïen criptes de roca que es cobrien amb terra i tenien un llarg passadís pel qual s'anava a una cambra subterrània, que són conegudes com a tombes de passadís i que les més conegudes es troben en Irlanda i Escòcia. A més a més, aquests corredors es podien obrir i tancar amb pedres grosses, lloses, blocs o elements de fusta per poder controlar la obertura; i, amb aquests mètodes de segellatge deixaven intencionadament petites obertures per poder deixar passar la llum del sol a la càmera, com si fos una cambra fosca. Això produïa tres tipus d'imatges projectades: les solars, en les quals el trajecte del sol s'emet a la pedra del fons de la cavitat posterior, documentat-se així el moviment solar amb dibuixos a la paret; les monumentals, que consistien en la projecció d'imatges dels monticles llunyans quan el sol estava alienat inversament a ells; de l'esperit, que apareixen quan l'entrada a la gruta es troba a l'ombra mentre que la zona que es troba davant seva encara està il·luminada pel sol, i bàsicament eren emissions d'assistents dels xamans els quals reunien a un grup de gent a l'interior que en veure les imatges pensaven que eren esperits i que al tocar-los podien contactar amb el més enllà. També s'ha observat i registrat des del 2012 que la gent neolítica podia realitzar efectes dinàmics amb projeccions acolorides en moviment com feixos de llum, orbs ardents, figures espectrales i imatges animades de paisatges i persones; i podien ajustar el caràcter de la imatge, com la mida, la brillantor i l'enfocament de les projeccions amb canviant solament el diàmetre de l'obertura o la distància entre aquesta i la paret contrària. Un equip d'astrònoms britànics, a l'estudiar aquests passadissos llargs, van descobrir que els homes del Neolític feien un forat de 10 graus a l'entrada perquè algunes estrelles com Aldebaran que surten abans de l'ortus i l'ocàs es projectessin. Com que el passadís actua com un tub llarg, el focus solament es concentra en una banda estreta de l'horitzó i bloqueja gran part de la llum i la dispersió atmosfèrica; i, en estar durant la nit a l'interior, quan els ulls s'acostumen a la foscor poden veure a les estrelles amb llum dèbil alçar-se, mentre que una persona a l'exterior no podria. S'ha especulat que utilitzaven aquesta tècnica per saber quan tocava mudar-se a llocs més alts durant el pas entre hivern a primavera; o per realitzar ritus d'iniciació i mostrar als joves de certa edat com poder veure les estrelles abans que apareguessin al cel.

## Ombres xineses
És molt probable que les ombres xineses van ser descobertes pels primitius humans prehistòrics, utilitzant les seves mans davant el foc per poder fer-les a la paret més propera de la cova. A més a més, es pensa que es van concebir com un entreteniment pels més joves; un símbol religiós d'algun tipus; un recurs dramàtic; i/o un espectacle de caràcter màgic. Aquest joc va continuar desenvolupant fins a formar el teatre d'ombres a l'Orient i més tard als països asiàtics, des d'on amb el pas del temps arribarà a ser conegut arreu del món gràcies als viatgers europeus.

## Pintures rupestres
Durant una investigació d'un fris, on hi havia dibuixats el que semblaven tres lleons, trobat a la gruta de la Vache, al departament francès de l'Arieja, per part de la Universitat de Tolosa, el cineasta i doctor en Prehistòria Marc Azéma, al contrari que els seus companys qui havien arribat a la conclusió que les imatges eren de tres individus diferents i que no es tractava d'una obra acabada per la poca definició de les seves siluetes, va començar a creure que en realitat el dibuix representava un sol lleó en diferentes postures per crear una sensació de moviment. Encara que inicialment no estava molt segur de la idea, a l'investigar altres pintures prehistòriques a les coves de Lascaux, va descobrir com a mínim una dotzena de dibuixos d'animals individuals, la gran majoria equines i bisons, que eren formats per dues figures superposades: una més tosca i amb contorns poc definits; i una altra més terminada, amb una silueta diferent i juxtaposada a la primera, el que fa que sembli que cada un d'ells tingui diversos caps i potes. Azéma va demostrar que depenent de com es mogués la llum d'una torxa davant aquests dibuixos, hi haurà l'efecte de que els animals representats es mouen i caminen; i amb l'estudi d'altres pintures com les de la gruta de Trois Frères i la cova d'Altamira s'ha descobert prop d'un centenar de siluetes que s'ajusten a la hipòtesi seva de l'ús de la sensació de moviment a les pintures rupestres mitjançant la juxtaposició de les imatges per part dels homes prehistòrics. Es pensa que narraven històries amb aquests dibuixos, il·luminant amb un petit cercle de llum una part d'aquests i després movien el foc per poder continuar la narració amb altres imatges, mentre la foscor s'utilitza com a marc d'aquestes; a més a més, amb la poca quantitat de llum que utilitzen, la visió humana es degrada perquè els bastons s'han d'encarregar de la visió, el que provoca que amb la juxtaposició i la superposició de les imatges l'ull processa l'escena poc il·luminada i el cervell intenta trobar sentit amb la poca informació que rep, que duu a la sensació de percepció de moviment a on no hi ha. També es creu que aquest art paleolític es feia servir per fer oracions per la caça, ensenyar esdeveniments específics o que tenia diverses funcions que no es poden agrupar en una sola categoria.
A la gruta de Trois Frères, França, hi ha un panell conegut com "El petit arquer", amb una figura humana, probablement un bruixot, amb un arc o instrument musical, envoltat per prop d'una dotzena de bisons, altres herbívors i felins. Segons una teoria de Marc Azéma, aquesta sèrie de dibuixos correspondria a una espècie de còmic o storyboard primitiu totalment planificat que mostra en dotze passos com els depredadors aconsegueixen caçar les seves preses. Azéma va exposar aquesta idea durant congrés d'art prehistòric a Foix al 2010, la qual va ser ben rebuda pels científics, com l'especialista en pintures rupestres prestigiós Jean Clottes. A més a més, va reproduir les figures del panell i les va filmar superposades entre elles, donant com a resultat la sensació de moviment amb un interval de 4 segons, el que va demostrar que els primers artistes ja tenien consciència de com transmetre el moviment, el qual és essencial per la representació de la realitat. Aquesta consciència es va perdre amb les següents cultures, com l'egípcia, la grega i la romana, pels quals era important l'estatisme i les figures de dues dimensions.

## Taumàtrop
Florent Rivère, artista i il·lustrador expert en la Prehistòria, es va interessar al 2008 per un objecte conservat en el museu proper al Laugerie-Basse, jaciment arqueològic francès, consistent en dues plaques circulars fetes d'os, cadascuna amb una imatge d'un animal herbívor en una diferent postura. Els especialistes no havien trobat la funció exacta d'aquestes peces, i les teories més acceptades eren que s'utilitzaven com a ornament, com arracades o botons per la roba feta de pells dels caçadors. A Rivère se li va ocórrer una hipòtesi diferent, la qual va interessar a Marc Azéma. Per a poder experimentar i fer proves sense utilitzar les peces originals, van construir una rèplica exacta en os amb els dibuixos tallats. A l'ajuntar-les com si fossin les dues cares d'una moneda, ficar un fil pel forat d'enmig i fer-les girar, es podia veure clarament com es donava la sensació de moviment a l'herbívor; així, van arribar a la conclusió de que aquestes peces en realitat es tractaven d'una versió primerenca taumàtrop, probablement el més antic conservat fins ara. Igualment, encara avui en dia hi ha dubtes sobre quines eren les intencions veritables quan el disc va ser creat.